# Beverly Grove
Beverly Grove est un quartier de Los Angeles, en Californie.

## Présentation
Le quartier est situé dans le centre de Los Angeles (Central L.A). Il est encerclé à l'ouest et au nord par les villes de Beverly Hills et West Hollywood, ainsi que par les quartiers de Fairfax, Mid-Wilshire et Carthay à l'est et au sud. 

## Démographie
Le Los Angeles Times considère le quartier comme peu divers du point de vue ethnique, 82,0 % de la population étant blanche non hispaniques, 6,0 % hispanique, 5,1 % asiatique, 2,0 % afro-américaine et 4,9 % appartenant à une autre catégorie ethno-raciale.